# スゲ (ケレイト部)
スゲ(モンゴル語: Süge,? - ?)とは、モンゴル帝国に仕えた人物の一人で、ケレイト部の出身。『元史』では速哥(sùgē)と表記される。

## 概要
『元史』巻124速哥伝によると、スゲはケレイト部の出身で、「李唐の外族」であったという。「李唐の外族」の指す意味については諸説あるが、『新五代史』に「後唐の始祖李国昌・李克用父子はかつて達靼に亡命したことがある」、『旧五代史』に「李克用が朱全忠に『陰山部落は私の懿親であり、回紇の軍隊は重ねて[私の]外戚に従っている』と語った」と記されていることなどから、一時的に「九姓タタル国(＝後のケレイト部)」に亡命した李克用と現地のタタル人女性との間に生まれた子供の子孫を意味するのではないかと考えられている。スゲの父カイドゥ(懐都)はチンギス・カンに仕えてともにバルジュナ湖の濁水を飲んだ、「バルジュナト」の一人であった。
スゲは質実剛健、沈着冷静なことで知られており、その評判を聞いた第2代皇帝オゴデイはスゲに金朝に使者として訪れ、その情勢を見極めよるよう命じた。その際、オゴデイが「もし汝が生きて還らなかった場合、汝の子孫が富を心配せずとも生活できるよう配慮しよう」と述べた所、スゲは「臣が死ぬ時は、職務に殉じる時のみと心に決めています。陛下の命を奉じて職務を行う以上、陛下が臣のことを慮る必要はありません」と答えたため、オゴデイはその返答を大いに気に入り自らが愛用していた馬を与えたという。金朝皇帝の下を訪れたスゲは堂々とオゴデイの口上を述べ、無事オゴデイの下に帰還した。
1235年、オゴデイが自らスゲに「西域(中央アジア)と中原(東アジア)、[どちらで働くか]汝にのみは選ばせよう」と語ったところ、スゲは中原で働くことを希望したため、山西の大ダルガチに任ぜられたという。命を受けて山西に向かう途上、スゲは6人のサルタウルが刑罰を受けるために護送されるのに遭い、事情を聞いたスゲは刑を緩めるよう命じた。その後スゲはオゴデイにこの6名のサルタウルは西域では著名な者達であること、いたずらに小罪で彼等を罰していては遠方から訪れる者達を萎縮させてしまうであろうこと、今彼等を殺しても無益なだけだが訓告によって自らの罪を悔いさせるに止めれば後に役に立つ人材になるであろう旨を上奏し、オゴデイはこの提案を受け容れた。この逸話のようにスゲは常に寛大な態度をとり、慈愛をもって人々と接していたという。その後、62歳にして亡くなった。
スゲの子供は6人おり、それぞれ長罕、玉呂忽都、撒合里都、クラン(忽蘭)、クトル・ブカ(忽都児不花)、ブカ(不花)といった。この内クランが父の後を継ぎ、当時横行していた盗賊を討伐したことなどで知られる。